# Papa Leão III
Leão III, (Roma, c. 750 – Roma, 12 de junho de 816) foi o 96.º Papa e é um Santo da Igreja Católica. Romano, de origem modesta, exerceu quando jovem o ofício de "vestararius" (responsável pelas roupas e pelos objetos preciosos) da Basílica de Latrão, em Roma.
No mesmo dia da morte do papa Adriano I (26 de dezembro de 795), o clero, contrariando abertamente a nobreza romana, nomeou-o papa. Sua eleição provocou graves desordens em Roma, sobretudo entre os partidários do papa que morrera, que viam seus interesses ameaçados.
Em 25 de abril de 799, enquanto se dirigia a cavalo de Latrão para San Lorenzo in Lucina para presidir a uma procissão, Leão III foi atacado e ferido. Com dificuldade, conseguiu fugir e abrigar-se na Basílica de São Pedro, de onde partiu para Paderborn, na Saxônia, para pedir ajuda a Carlos Magno. Este, que recebera do mesmo papa, em sinal de respeito, as chaves da tumba de são Pedro e o estandarte da cidade de Roma, fez com que fosse acompanhado solenemente a Roma (dezembro de 799), encarregando ao mesmo tempo uma comissão de investigar o seu comportamento e as acusações de adultério e de perjúrio dirigidas a ele pelos nobres. Em novembro de 800, Carlos Magno foi a Roma e convocou um sínodo para discutir os fatos ocorridos em 25 de abril. Em 23 de dezembro de 800, com uma declaração solene lida em São Pedro, o papa jurou não ter cometido os crimes imputados a ele (purgatio per sacramentum). Dois dias depois, durante as funções de Natal, Leão III coroou Carlos Magno imperador, e este, na qualidade de patrício dos romanos e por força de sua dignidade imperial, condenou os acusadores do pontífice à morte, acusação que foi retirada por intervenção do próprio papa.
A coroação imperial de Carlos Magno por parte de Leão III não teve precedentes e assinalou a retomada do Império Romano do Ocidente, "renovatio imperii". Foi vantajosa para a Igreja, que ligou os francos a si e libertou-se definitivamente dos bizantinos, e também foi vantajosa para o imperador, que conquistou uma extraordinária dignidade religioso-sacral, além da política. Com a morte de Carlos Magno (814), Roma viu-se novamente conturbada pelas divergências entre algumas famílias de nobres e o papa, que retomou as conjuras contra eles, agindo por iniciativa própria, sem nem sequer avisar o imperador Luís I, o Piedoso.
No campo doutrinal, o pontificado de Leão III foi marcado por diversas disputas teológicas, dentre as quais se destacam a questão do adocionismo, que foi definitivamente condenado (799), e a questão do "Filioque". Em relação a esta última, Leão III distanciou-se das decisões de Carlos Magno, tomadas no sínodo de Aachen (809), que impuseram o acréscimo do Filioque na profissão de fé da missa. Foi levado a isso por considerações de caráter ecumênico, que tendiam a salvaguardar a unidade com a Igreja Ortodoxa, contrária a tal acréscimo.